# Lipaphis cochleariae
Lipaphis cochleariae är en insektsart. Lipaphis cochleariae ingår i släktet Lipaphis och familjen långrörsbladlöss. Inga underarter finns listade i Catalogue of Life.